# Брандон (тауншип, Миннесота)
Брандон (англ. Brandon) — тауншип в округе Дуглас, Миннесота, США. На 2000 год его население составило 641 человек.

## География
По данным Бюро переписи населения США площадь тауншипа составляет 92,1 км², из которых 78,8 км² занимает суша, а 13,3 км² — вода (14,48 %).

## Демография
По данным переписи населения 2000 года здесь находились 641 человек, 249 домохозяйств и 199 семей.  Плотность населения —  8,1 чел./км².  На территории тауншипа расположено 406 построек со средней плотностью 5,2 построек на один квадратный километр. Расовый состав населения: 97,66 % белых, 0,16 % коренных американцев, 1,40 % азиатов и 0,78 % приходится на две или более других рас. Испанцы или латиноамериканцы любой расы составляли 0,31 % от популяции тауншипа.
Из 249 домохозяйств в 30,1 % воспитывались дети до 18 лет, в 75,9 % проживали супружеские пары, в 1,6 % проживали незамужние женщины и в 19,7 % домохозяйств проживали несемейные люди. 16,1 % домохозяйств состояли из одного человека, при том 7,6 % из — одиноких пожилых людей старше 65 лет. Средний размер домохозяйства — 2,57, а семьи — 2,88 человека.
22,8 % населения — младше 18 лет, 6,9 % — в возрасте от 18 до 24 лет, 24,0 % — от 25 до 44, 32,6 % — от 45 до 64, и 13,7 % — старше 65 лет. Средний возраст — 43 года. На каждые 100 женщин приходилось 104,8 мужчин.  На каждые 100 женщин старше 18 приходилось 104,5 мужчин.
Средний годовой доход домохозяйства составлял 44 875 долларов, а средний годовой доход семьи —  46 979 долларов. Средний доход мужчин —  30 789  долларов, в то время как у женщин — 21 544. Доход на душу населения составил 21 735 долларов. За чертой бедности находились 4,8 % семей и 5,4 % всего населения тауншипа, из которых 2,8 % младше 18 и 13,9 % старше 65 лет.